# Laskowo (obwód Dobricz)
Laskowo (bułg. Лясково) – wieś w Bułgarii, w obwodzie Dobricz, w gminie Dobriczka. Według danych szacunkowych Ujednoliconego Systemu Ewidencji Ludności oraz Usług Administracyjnych dla Ludności, 15 czerwca 2020 roku miejscowość liczyła 379 mieszkańców.